# パリ条約 (1898年)
パリ条約（パリじょうやく）は、1898年12月10日にアメリカ合衆国とスペイン帝国の間で調印された米西戦争の平和条約。

## 内容
勝利を収めた米国が多くの利権を獲得した。主な取り決めは以下の通り。
- キューバ独立の承認。
- スペインが領有していたフィリピン群島、グアム島、プエルトリコをアメリカへの割譲。
- フィリピン割譲に対して、アメリカがスペインに2,000万ドルを支払うこと。

原因の一つであったキューバの反乱に伴い、米国はこのパリ条約で名目上キューバを独立（1902年）させた。しかし、プラット条項により事実上保護国化（1901年～1934年）されていた。
この条約により海外領土の多くを失ったスペインは、大航海時代以来続いた世界帝国としてのスペイン帝国の構図が崩壊し、代わってアメリカはその影響力を太平洋にまで拡大した事で、ヨーロッパ列強に並ぶ地位を持つ事となった。

## 脚註
1. ↑  ケネス・J. ヘイガン、イアン・J. ビッカートン『アメリカと戦争 1775‐2007―「意図せざる結果」の歴史』2010年、大月書店